# Liriomyza eupatoriella
Liriomyza eupatoriella är en tvåvingeart som beskrevs av Spencer 1986. Liriomyza eupatoriella ingår i släktet Liriomyza och familjen minerarflugor. Inga underarter finns listade i Catalogue of Life.